# Petra Marathon
Petra Marathon er et nyt maraton- og halvmaratonløb i ruinbyen Petra i Jordan.
Løbet vil finde sted for første gang i 2009.
Petra består af tusindvis af templer, gravkamre og andre bygninger hugget direkte ind i sandstensklipperne. Petras mest kendte bygning er Al Khazneh, eller Skattekammeret, og andre interessante bygninger inkluderer et munkekloster og et kæmpemæssigt amfiteater. Petra var fra det 4. århundrede f.Kr. hovedstad i Nabatæerriget, indtil byen blev forladt og glemt indtil 1812, hvor schweizeren Johann Ludwig Burckhardt (gen)opdagede byen.
Ruten i Petra Marathon begynder lige uden for ruinbyen og går gennem den 1,2 km lange smalle kløft, som er eneste vej ind i Petra. Efter en rundtur mellem Petras imponerende ruiner fortsætter løberuten ud mellem de særprægede klipper bag ruinbyen. Underlaget skifter mellem sand, grus, sten, udtørrede floder og en smule asfaltbelægning, og der er masser af stejle stigninger undervejs.
Petra Marathon bliver løbet for første gang lørdag den 26. september 2009 og er en del af maratonserien Adventure Marathon.

## Ekstern henvisning
- Petra Marathons officielle hjemmeside Arkiveret 20. november 2008 hos  Wayback Machine (engelsksproget)